# Роуланд Хајтс (Калифорнија)
Роуланд Хајтс (енгл. Rowland Heights) насељено је место без административног статуса у америчкој савезној држави Калифорнија.

## Демографија
По попису из 2010. године број становника је 48.993, што је 440 (0,9%) становника више него 2000. године.
| Група             | 2000.          | 2010.          |
| Белци             | 7.899 (16,3%)  | 5.045 (10,3%)  |
| Афроамериканци    | 1.268 (2,6%)   | 772 (1,6%)     |
| Азијати           | 24.432 (50,3%) | 29.284 (59,8%) |
| Хиспаноамериканци | 13.748 (28,3%) | 13.229 (27,0%) |
| Укупно            | 48.553         | 48.993         |